# Uralsvyazinform

Das Logo des Unternehmens

Uralsvyazinform (dt. Transkription Uralswjasjinform; russisch Уралсвязьинформ) war ein Unternehmen in Russland mit Firmensitz in Jekaterinburg.
Uralsvyazinform wurde am 1. Juni 1992 gegründet. Das Unternehmen war eines von sieben regionalen Hauptanbietern von Telekommunikation in Russland, zu denen daneben CenterTelekom, Dalsvyaz, North-West Telekom, Sibirtelekom, SouthernTelekom und WolgaTelekom gehörten.
Diese sieben Regionalunternehmen entstanden in den 1990er Jahren aus dem staatlichen Unternehmen Svyazinvest, sie wurden ab dem 1. April 2011 in die Rostelekom eingegliedert.